# 彼得森山
75°50′S 67°55′W / 75.833°S 67.917°W
彼得森山是南極洲的山峰，位於帕爾默地，處於斯皮爾冰川以東，處於豪貝格山脈和威爾金斯山脈之間，由美國地質調查局根據美國海軍的空中照片繪入地圖。